# Paul Quilès
Pour les articles homonymes, voir Quilès.
Paul Quilès [kilɛs] est un homme politique français, né le 27 janvier 1942 à Saint-Denis-du-Sig (Algérie française) et mort le 24 septembre 2021 dans le 15e arrondissement de Paris.
Membre du Parti socialiste (PS), il est député de Paris puis du Tarn, maire de Cordes-sur-Ciel, ainsi que ministre dans plusieurs gouvernements de gauche dans les années quatre-vingt et quatre-vingt-dix.

## Biographie

### Origines
Paul Thomas Victor Quilès, naît le 27 janvier 1942 à Saint-Denis-du-Sig en Algérie française (sous le régime de Vichy), de René Quilès, lieutenant-colonel, et d’Odette Tyrode, institutrice.

### Formation et début de carrière dans l’industrie
Après des études au lycée Lyautey de Casablanca, au lycée Chaptal et au lycée Louis-le-Grand à Paris, puis à l'École polytechnique dans la promotion 1961,, Paul Quilès devient en 1964 ingénieur dans le secteur de l'énergie, intégrant la multinationale pétrolière Shell, en raffinerie à Berre et à Pauillac. Au siège parisien et aux Pays-Bas, il s'occupe de la stratégie, des énergies nouvelles et des économies d'énergie jusqu'en 1978, année où il est élu député socialiste à l’Assemblée nationale. En complément de son emploi salarié, il est de 1974 à 1976 membre successivement de diverses sections au Conseil économique et social.

### Ascension politique
En 1973, il adhère au Parti socialiste. Proche de François Mitterrand, il est son directeur de campagne en 1981.
Élu député de Paris en 1978, puis dans le Tarn, il se spécialise à l'Assemblée nationale dans les domaines de l'énergie et de l'aménagement urbain, puis dans ceux de la défense et des questions internationales.
Sa maladresse au congrès de Valence (23-25 octobre 1981), lors duquel il appelle à une épuration à la Robespierre,,, n'entame qu'à peine son ascension. Il se présente sans succès aux élections municipales de 1983 à Paris contre Jacques Chirac (avec comme slogan sur ses affiches "Quilès la tendresse").

### Ministre de gauche
En qualité de ministre des Postes et Télécommunications il confirma le virage de la gauche au pouvoir vers un libéralisme effréné, faisant par exemple supprimer l'unique cabine téléphonique d'un village alpin pour cause de non-rentabilité.
Paul Quilès occupe en outre deux ministères régaliens :
- la Défense (de septembre 1985 à mars 1986), malgré une réticence initiale et après avoir été convaincu par le Premier ministre Laurent Fabius[11] ; il succédait à Charles Hernu en pleine affaire du Rainbow Warrior ;
- l'Intérieur (d'avril 1992 à mars 1993)[12]. À ce poste, il se signale par sa vindicte contre la fiction de Bertrand Tavernier, L.627, qu'il dénonce comme une « vision caricaturale[13],[14]. »

### Fin de carrière
En 2007, il participe à la fondation du club Gauche avenir.
À partir de mai 2016, il est président d'« Initiatives pour le désarmement nucléaire », qu'il a cofondé avec Bernard Norlain, Jean-Marie Collin et Michel Drain.

### Mort
Paul Quilès meurt des suites d'un cancer, le 24 septembre 2021 dans le 15e arrondissement de Paris, à l'âge de 79 ans.

## Hommage
- Jardin du Moulin-de-la-Pointe - Paul Quilès (Paris)

## Détail des mandats et fonctions

### Au gouvernement
- 4 octobre 1983 – 20 septembre 1985 : ministre de l'Urbanisme et du Logement (et des Transports à partir du 19 juillet 1984)
- 20 septembre 1985 – 19 mars 1986 : ministre de la Défense
- 13 mai 1988 – 16 mai 1991 : ministre des Postes et Télécommunications et de l'Espace
- 17 mai 1991 – 2 avril 1992 : ministre de l'Équipement, du Logement, du Transport et de l'Espace
- 3 avril 1992 – 29 mars 1993 : ministre de l'Intérieur et de la Sécurité publique

### À l’Assemblée nationale
- 4 avril 1978 – 5 novembre 1983 : député de la 14e circonscription de Paris
- 2 avril 1986 – 14 mai 1988 : député de Paris
- 13 juin 1988 – 28 juillet 1988 : député de la 9e circonscription de Paris
- 2 avril 1993 – 17 juin 2007 : député de la 1re circonscription du Tarn
  - 1997-2002 : président de la commission de la défense nationale et des forces armées de l'Assemblée nationale
  - 2004-2007 : vice-président de la commission des Affaires étrangères de l'Assemblée nationale

### Au niveau local
- 13 mars 1983 – 1er janvier 1993 : membre du Conseil de Paris
- 25 juin 1995 – 25 mai 2020 : maire de Cordes-sur-Ciel (Tarn)
- 1997-2005 : président du Syndicat intercommunal de la Découverte
- 1er janvier 2013 – 25 mai 2020 : président de la communauté de communes du Cordais et du Causse[20]

### Autres fonctions
- 1981 : directeur de la campagne présidentielle de François Mitterrand
- 1998 : président de la mission d'information parlementaire sur le Rwanda
- 1995-2008 : responsable national auprès du premier secrétaire du PS, chargé des questions de stratégie et de défense

## Publications
- La politique n'est pas ce que vous croyez, Robert Laffont, 1985
- En collaboration avec Ivan Levaï, Les 577 : des députés pour quoi faire ?, Stock, 2001
- En collaboration avec Alexandra Novosseloff, Face aux désordres du monde, Éditions JLM, 2005
- En collaboration avec Marie-Noëlle Lienemann et Renaud Chenu, 18 mois chrono. Une cohabitation du troisième type, Jean-Claude Gawsewitch, 2010
- Nucléaire, un mensonge français : réflexions sur le désarmement nucléaire, Paris, Éditions Charles Léopold Mayer, 2012, 98 p. (ISBN 978-2-84377-171-2, lire en ligne)
- En collaboration avec Bernard Norlain et Jean-Marie Collin, Arrêtez la bombe !, Paris, Cherche Midi, 2013, 257 p. (ISBN 978-2-7491-2949-5)
- L'Illusion nucléaire. La face cachée de la bombe atomique (en collaboration avec Jean-Marie Collin et Michel Drain), Éditions Charles Léopold Mayer, 2018